# Ilie Năstase
Ilie Năstase (Bukarest, 1946. július 19. –) román teniszező, az 1970-es évek híressége. 
Az ATP számítógépes világranglistájának legelső férfi világelső teniszezője, összesen 40 hétig vezette a ranglistát (1973. augusztus 23. – 1974. június 2.).
Összesen 84 egyéni címet szerzett, ebből 53-at ATP-tornákon. Két Grand Slam-tornát megnyert egyéniben: 1972-ben a US Opent, 1973-ban a Roland Garrost. További három Grand Slam-tornán bejutott a döntőbe (1971: Roland Garros, 1972, 1976: Wimbledon). Párosban három Grand Slam-címet szerzett (1970: Roland Garros, 1973: Wimbledon, 1976: US Open), vegyes párosban pedig kettőt (1970, 1972: Wimbledon).
Négyszer nyerte meg a Masters-tornát (1971, 1972, 1973 és 1975). A Davis-kupán 18 év alatt 146 mérkőzést játszott Románia csapatában, 109-et meg is nyert. A román csapat Năstase és Ion Țiriac segítségével háromszor jutott be a Davis-kupa döntőjébe. 1991-ben beválasztották az International Tennis Hall of Fame (Teniszhírességek Csarnoka) tagjai közé.
Híres volt vicceiről és agresszív természetéről, ezért a „Nasty” gúnynevet kapta.
Az 1980-as években írt néhány francia nyelvű regényt, majd az 1990-es években a politikában próbált szerencsét. 1996-ban indult Bukarest polgármesteri tisztségéért.
2005-ben a „TENNIS Magazine” a 28. helyre rangsorolta A legutóbbi 40 év 40 legjobb teniszezője listában. Jelenleg ő a Román Teniszszövetség elnöke.

## Egyéni Grand Slam-döntői

### Győzelmek (2)
| Év   | Torna         | Ellenfél a döntőben | Döntő eredménye         |
| 1972 | US Open       | Arthur Ashe         | 3–6, 6–3, 6–7, 6–4, 6–3 |
| 1973 | Roland Garros | Nikola Pilic        | 6–3, 6–3, 6–0           |

### Elvesztett döntők (3)
| Év   | Torna         | Ellenfél a döntőben | Döntő eredménye         |
| 1971 | Roland Garros | Jan Kodeš           | 6–8, 2–6, 6–2, 5–7      |
| 1972 | Wimbledon     | Stan Smith          | 6–4, 3–6, 3–6, 6–4, 5–7 |
| 1976 | Wimbledon     | Björn Borg          | 4–6, 2–6, 7–9           |

## Páros Grand Slam-döntői

### Győzelmek (3)
| Év   | Torna         | Partner       | Ellenfél a döntőben          | Döntő eredménye            |
| 1970 | Roland Garros | Ion Țiriac    | Arthur Ashe Charles Pasarell | 6–2, 6–4, 6–3              |
| 1973 | Wimbledon     | Jimmy Connors | John Cooper Neale Fraser     | 3–6, 6–3, 6–4, 8–9(3), 6–1 |
| 1975 | US Open       | Jimmy Connors | Tom Okker Marty Riessen      | 6–4, 7–6                   |

### Elvesztett döntők (2)
| Év   | Torna         | Partner       | Ellenfél a döntőben           | Döntő eredménye         |
| 1966 | Roland Garros | Ion Țiriac    | Clark Graebner Dennis Ralston | 3–6, 3–6, 0–6           |
| 1973 | Roland Garros | Jimmy Connors | John Newcombe Tom Okker       | 1–6, 6–3, 3–6, 7–5, 4–6 |

## Vegyes páros Grand Slam-döntői

### Győzelmek (2)
| Év   | Torna     | Partner         | Ellenfél a döntőben                 | Döntő eredménye |
| 1970 | Wimbledon | Rosemary Casals | Olga Morozova Alex Metreveli        | 6–3, 4–6, 9–7   |
| 1972 | Wimbledon | Rosemary Casals | Evonne Goolagong Cawley Kim Warwick | 6–4, 6–4        |

### Elvesztett döntő (1)
| Év   | Torna   | Partner         | Ellenfél a döntőben                | Döntő eredménye |
| 1972 | US Open | Rosemary Casals | Margaret Smith Court Marty Riessen | 3–6, 5–7        |